# Братцево (усадьба)
Бра́тцево — усадебный комплекс на реке Сходне в историческом районе Братцево Северо-Западного административного округа города Москвы. Образец русской архитектуры эпохи классицизма с элементами палладианского стиля. Главное здание и декоративные строения предположительно возведены по проекту архитектора Андрея Воронихина. В числе владельцев Братцево с XVII века фигурировали представители родов Романовых, Зубовых, Хитрово, Нарышкиных, Строгановых, Апраксиных и Щербатовых. Архитектурному ансамблю присвоен статус объекта культурного наследия России
.

## История

### Предыстория

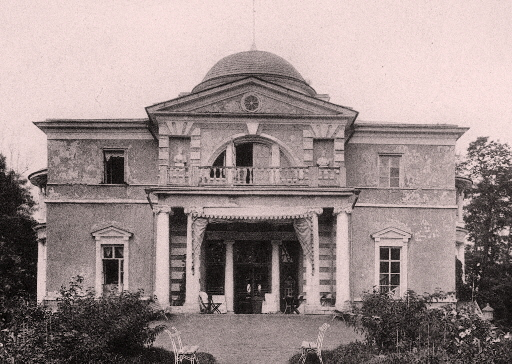
Главный дом усадьбы до пристройки флигелей, около 1900 года

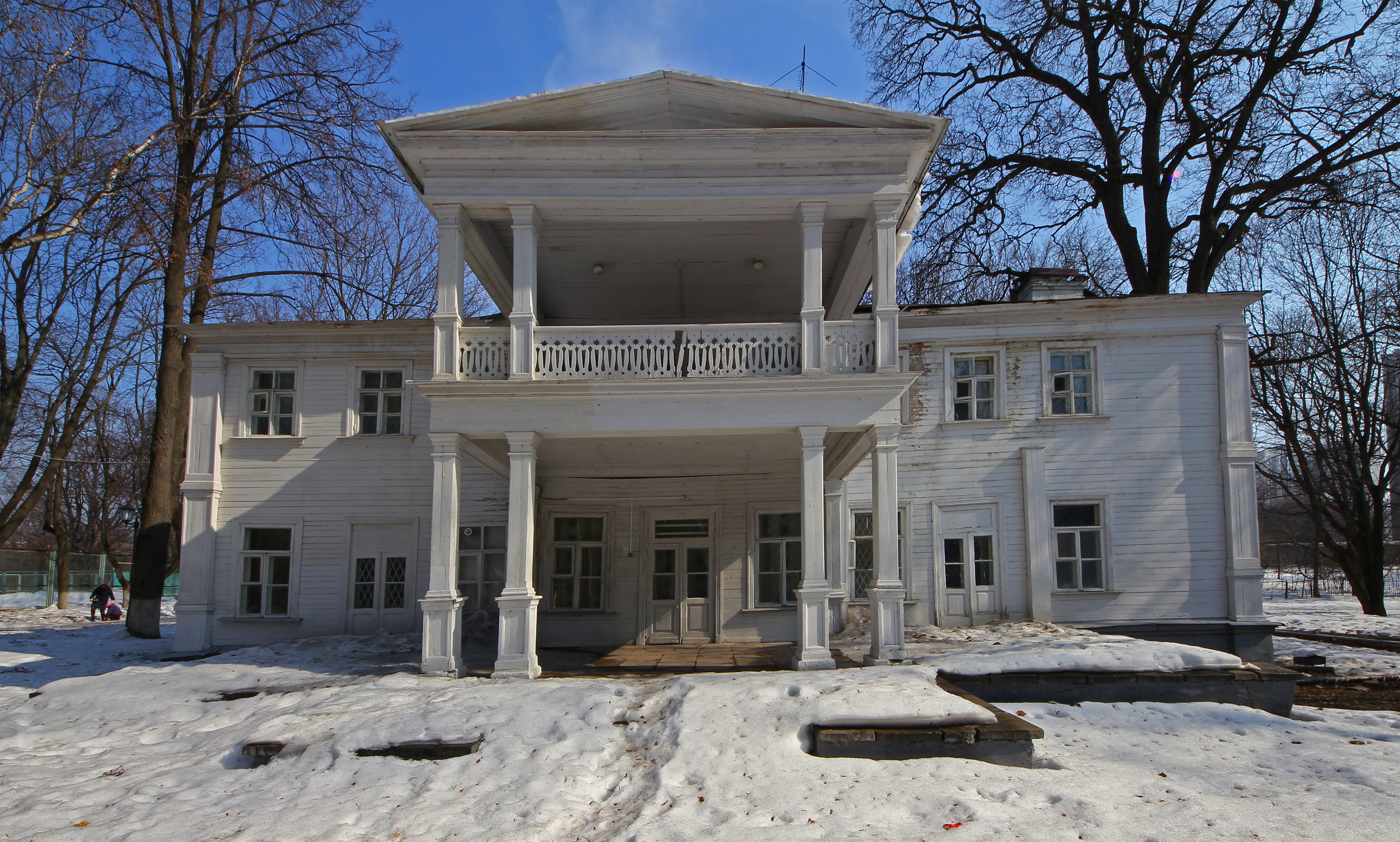
Реконструкция жилого флигеля, сгоревшего в 1940-х годах, 2011 год

Упоминания топонима Братцево в Горетове стане (бассейне Сходни) относятся в XVI веку. В 1569—1570 г. Анна, жена писца, бывшего воеводы Даниила Григорьевича Фомина (Квашнина), передала по приказу мужа его вотчину (деревни Антоново и Братцево в Горетове стане Московского уезда) во владения Троице-Сергиева монастыря. По неизвестной причине вклад не поступил в монастырь. Дочь Даниила Григорьевича Анна была выдана замуж за князя Василия Ивановича Сицкого (умер в 1568 г.), который мог получить деревню в качестве приданого, но детей у пары не было.
Упоминания о первых постройках на месте усадьбы относятся к XVII веку. В 1650-е годы село Братцево перешло во владение боярина Богдана Хитрово. При нём в 1660—1670-е был возведён храм Покрова Пресвятой Богородицы и поставлен боярский двор с хозяйственными сооружениями.
После смерти Хитрово и его наследников Братцево перешло боярину Кириллу Нарышкину. В 1780 году имение в качестве отступного для своей жены Екатерины Трубецкой приобрёл граф Александр Строганов.

### XIX век

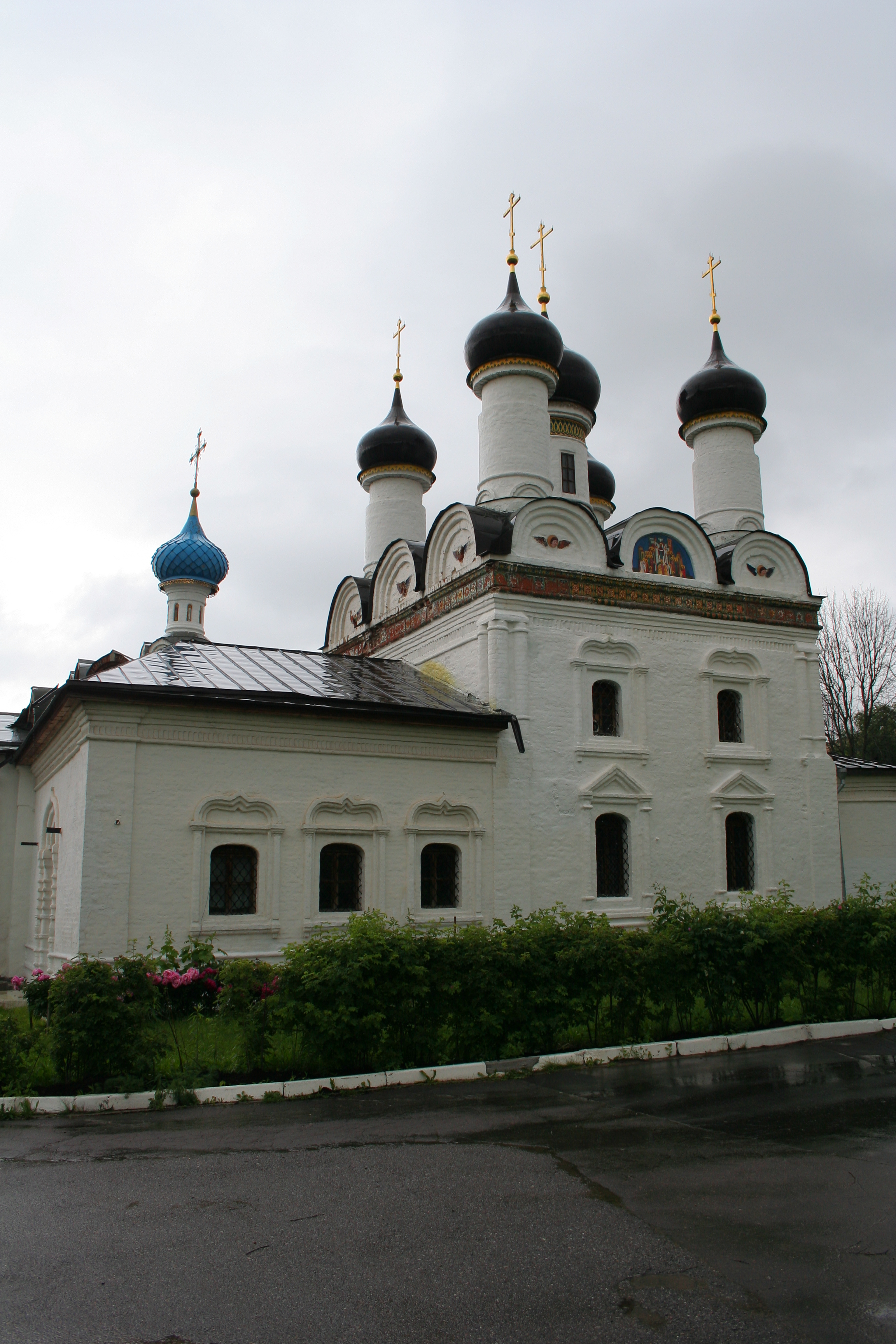
Храм Покрова Пресвятой Богородицы в Братцеве, 2010 год

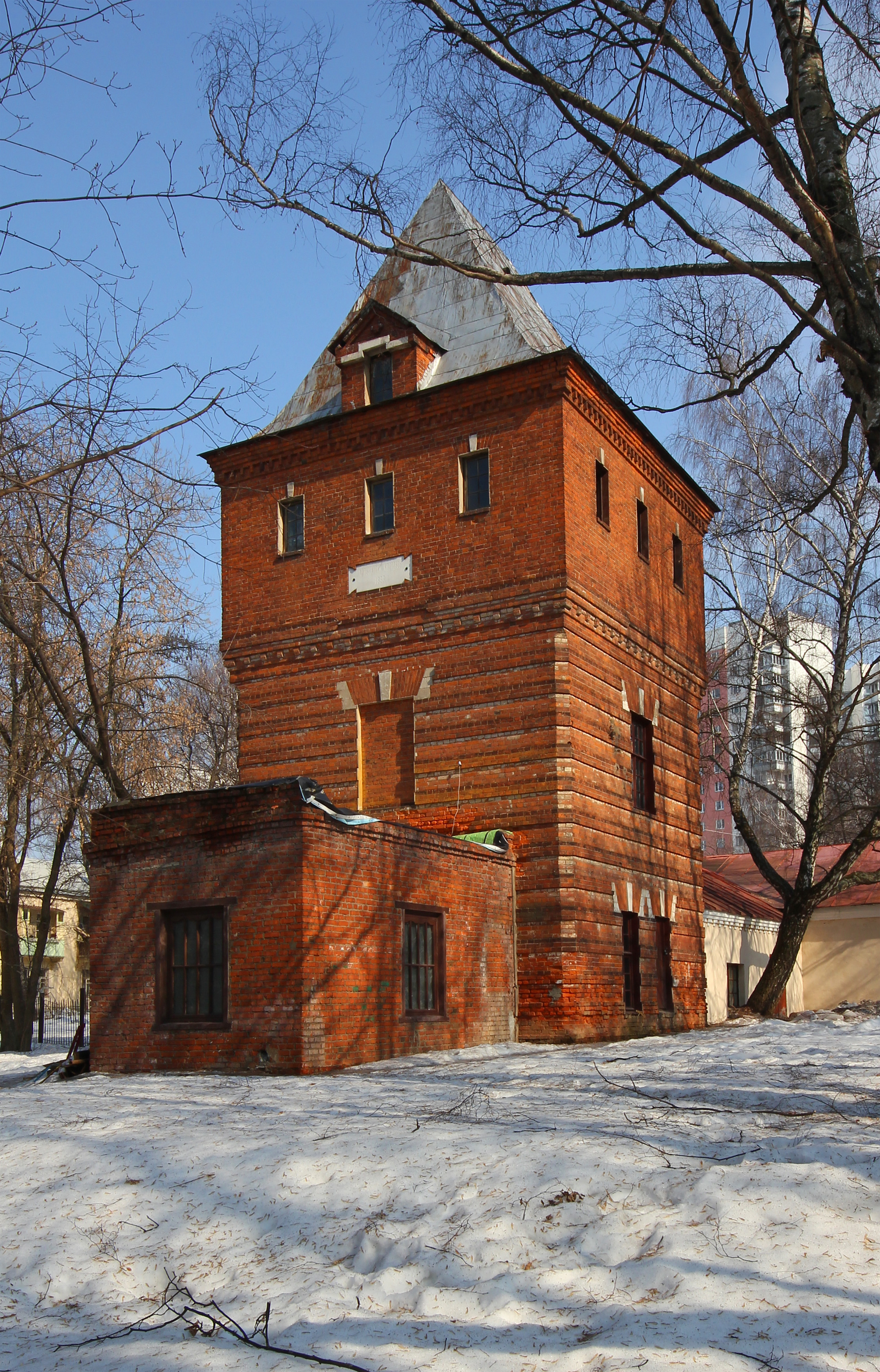
Водонапорная башня близ главного дома, 2011 год

Екатерина Трубецкая проживала в Братцеве в гражданском браке с генерал-адъютантом Иваном Римским-Корсаковым, бывшим фаворитом императрицы Екатерины II. По состоянию на 1800 год пара занимала господский деревянный дом. По одной из версий, в 1813—1815 годах на месте дома, сгоревшего во время Отечественной войны, было возведено каменное здание особняка. Примерно тем же периодом датирован английский парк с декоративной беседкой-ротондой «Миловид», каменным мостом и каскадом прудов.
После смерти Екатерины Трубецкой в 1815 году усадьбу унаследовал Римский-Корсаков. В 1828-м он подарил Братцево своему внебрачному сыну от Трубецкой полковнику Василию Ладомирскому, который в 1833 году перестроил храм Покрова Пресвятой Богородицы. В 1830—1840-е при Ладомирском также были расписаны внутренние залы здания. На сводах купольного бельведера появились пейзажные виды Братцева.
После смерти Ладомирского в 1847 году имение перешло его вдове Софье Фёдоровне, дочери первой русской воздухоплавательницы Прасковьи Гагариной-Кологривовой. Софья передала усадьбу своему отчиму Петру Кологривову, но в 1852-м в связи с его смертью имение вернулось к ней. В 1858 году усадьба досталась её сыну, поручику Петру Васильевичу Ладомирскому, однако он уступил Братцево своей сестре графине Софье Апраксиной.
Последний владелец усадьбы — директор Исторического музея князь Николай Щербатов. При нём в конце XIX века была построена водонапорная башня, сооружены каретно-ремонтные сараи и поставлен жилой деревянный флигель. В главном здании усадьбы было проведено телефонное сообщение с Москвой.

### XX век
После Октябрьской революции Щербатов добровольно передал имение в собственность советской власти.
Функции усадьбы неоднократно менялись. До 1919 года в главном доме находились начальная школа и ясли. С 1919 по 1922 год в нём располагался музей дворянского быта. До конца 1924-го в главном здании размещался дом отдыха Революционного военного совета. В 1925 году усадьба превратилась в опытную станцию новых культур в составе Института прикладной ботаники под руководством Николая Вавилова.
В 1934 году Отто Шмидт отдыхал здесь после экспедиции на пароходе «Челюскин». Он посчитал Братцево с его смешанным лесом очень удачным местом для реабилитации полярников, по его настоянию усадьба стала домом отдыха Главсевморпути. Главное здание было перестроено в корпус санатория в 1936-м году под руководством архитектора Александра Варшавера. К дому пристроили одноэтажные крылья с флигелями, колоннады у боковых входов превратили в остеклённые вестибюли, перед фасадом был установлен фонтан. Одновременно проводилась реставрация интерьеров с укреплением лепнины, исторических светильников, росписей стен и потолка. Тёплые воспоминания о доме отдыха и царившей в нём уютной атмосфере оставила неоднократно бывавшая здесь Аза Тахо-Годи. 
В 1960-х годах особняк передали под дом отдыха работников сцены.
После распада Советского Союза в 1991 году главное здание усадьбы перешло в распоряжение Союза театральных деятелей Российской Федерации. Каменный особняк продолжал функционировать как один из корпусов дома отдыха.

### Реставрация
К концу XX века усадебный комплекс пришёл в упадок: главное здание и декоративные парковые строения обновлялись единожды — в 1936 году, парк и искусственные пруды были заброшены. В связи с этим в 1997-м правительство Москвы поручило АООТ «Реконструкция и развитие исторических и архитектурных памятников России» провести восстановительные работы на территории архитектурно-паркового ансамбля.
В 2002 году сроки завершения реставрации были смещены на 2007-й. За невыполнение работ по реконструкции храма Покрова Пресвятой Богородицы и усадьбы в установленное время подрядчику был выписан штраф в размере 10 тысяч рублей. В том же году представители мэрии Москвы заявили, что планируют открыть особняк Братцево для туристического посещения к 2006 году.
К назначенному сроку восстановительные работы вновь не были завершены. По сообщению режиссёра Вадима Дубровицкого, снимавшего в 2007 году на территории усадьбы фильм «Иванов», в ней царило такое запустение, что перед началом съёмок ему пришлось за свои деньги сделать в особняке ремонт.
В 2012 году реконструкция главного здания и прилегающего к нему фонтана была окончена. Однако в связи с тем, что в ходе работ исторический фонтан изменил свой облик, местные активисты подали жалобу в общественное движение «Архнадзор». Два года спустя на территории усадьбы были также проведены очистительные работы по восстановлению системы каскадных прудов и русла речки Братовки.
По состоянию на 2016 год в имении сохранились главный дом, беседка-ротонда, флигель и парк. В усадьбе расположены гостиница и частный детский сад. Беседка находилась в аварийном состоянии, была окружена строительными лесами и огорожена забором, упавшие капители её колонн располагались неподалёку под открытым небом.

## Архитектурные особенности

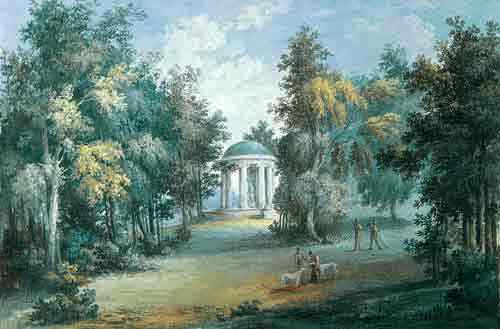
Вид храма Екатерины II на акварели Александра Кузнецова, около 1810-х годов

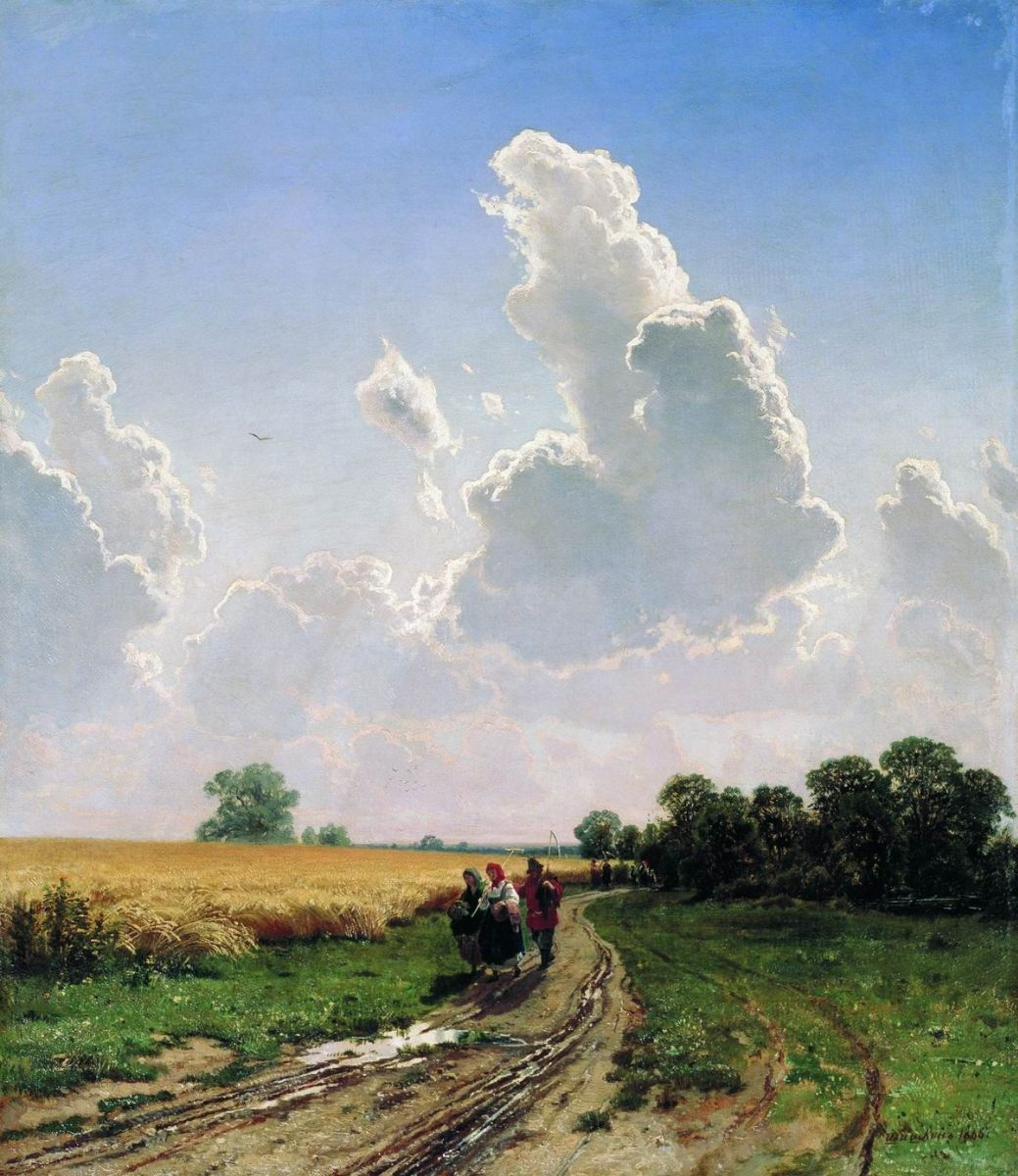
Братцево на картине Ивана Шишкина «Полдень. Окрестности Москвы», 1866 год

Архитектором главного здания усадьбы и декоративных парковых построек предположительно является Андрей Воронихин — бывший крепостной семьи Строгановых. В подтверждение его авторства специалисты приводят тот факт, что главный круглый зал дома по своему архитектурному исполнению напоминает Минеральный кабинет Строгановского дворца в Санкт-Петербурге, построенного при участии Воронихина. Данную теорию также подтверждает сходство усадьбы со зданием дворца в Павловске, в оформлении которого архитектор был также задействован.
Архивные документы, указывающие на авторство Воронихина, до сих пор не найдены. По одной из альтернативных версий, при постройке главного дома использовался план архитектора Николая Львова.
Братцево — пример скромной, но отличающейся изыском дворянской усадьбы. Пейзажный парк срастается с фруктовым садом, в ансамбль центрального ядра входят хозяйственные постройки.
Главный двухэтажный дом в палладианском стиле размещён на холме. На долину и реку выходит открытая терраса с балюстрадами и вазонами. К ней примыкает боковой парковый фасад. Небольшое главное здание особняка имеет центрический план с четырьмя входами по главным осям. Имеется два основных входа, каждый из которых оформлен четырёхколонным ионическим портиком с балюстрадой балкона над ним и полуциркульным окном в духе ампира. Боковые входы помещены в полукруглых экседрах, состоящих из колонн в нижнем этаже и герм с изображениями женских голов на втором. Крышу здания венчает бельведер с колоннадой. Его тройные итальянские окна освещают миниатюрный круглый зал второго этажа. Зал нижнего этажа, прилегающие к нему гостиные и кабинеты перекрыты коробовыми сводами.
Элементы внутреннего убранства главного здания и жилого флигеля практически не сохранились. После революции часть ценностей была вывезена из усадьбы в Новоиерусалимский монастырь. Многие из них впоследствии пропали во время битвы за Москву. По сообщениям современников, в период перестройки из главного дома пропала дубовая кровать за гнутых ножках из барской спальни, исчезли антикварный английский буфет из столовой и старинное зеркало в бронзовой раме из прихожей.
Братцево представляет собой архитектурно-парковый ансамбль, созданный за один временной период. Среди парковых построек парка выделяется покрытая куполом ротонда на десяти ионических колонах. Раньше в ней стояла статуя Амура. По изысканности исполнения беседка считается одной из лучших в Подмосковье.

## Братцево в живописи
- Декоративные парковые постройки имения изобразил на своих полотнах художник Александр Кузнецов[28].
- В 1860-е годы в усадьбе гостил художник Иван Шишкин. Виды имения он запечатлел на картине «Полдень. В окрестностях Москвы»[7].

## Усадьба в кинематографе
- Первый раз усадьба Братцево появилась в кино в знаменитой работе Сергеея Бондарчука «Война и мир» (1967), удостоившейся премии «Оскар» 1969 года.
- В фильме Эльдара Рязанова «О бедном гусаре замолвите слово» (1980) главный дом усадьбы появился дважды — с его крыльца горожане провожают гусарский полк, на его же фоне запускают праздничный фейерверк.
- В картине Вячеслава Никифорова «Отцы и дети» (1983) здесь жила Анна Сергеевна Одинцова (Наталья Данилова).
- Алексей Сахаров в кинофильме «Барышня-крестьянка» (1995) поселил в усадьбе Григория Ивановича Муромцева (Леонид Куравлёв) и его и его дочь Лизу (Елена Корикова).
- В картине Вадима Дубровицкого «Иванов» (2010) Братцево — дом председателя земской управы Лебедева (Богдан Ступка).
- Усадьба стала имением таинственного семейства, где разворачивается сюжет фильма ужасов «Невеста» (2017) Святослава Подгаевского.
- В усадьбе Братцево были также сняты эпизоды телесериалов «Бедная Настя» (2003—2004), «Глухарь» (2008—2011), «Записки экспедитора Тайной канцелярии» (2011), «Дело чести» (2014)[9][29].